# Santa Llúcia de Coborriu
Santa Llúcia de Coborriu és una església del municipi de Lles de Cerdanya (Cerdanya) protegida com a bé cultural d'interès local.

## Descripció
L'edifici actual és posterior a l'època medieval encara que pot conservar restes d'origen preromànic, té una única nau coberta amb volta de rajol i campanar d'espadanya de dos ulls. La teulada és a dues aigües. L'edifici és adaptat al desnivell i s'accedeix per unes escales al pla davant de la porta, localitzada a la façana de ponent sobre la qual, s'obre una finestra amb forma d'ull de bou. Presenta un contrafort a la paret de migdia. L'edifici està arrebossat en l'actualitat.
A la capçalera té adossat un cos de planta quadrada que fa les funcions de sagristia i que està coberta amb volta de canó feta de pedra i morter de calç. El parament és de pedra sense treballar disposada irregularment. Podria ser que aquest edifici fos anterior a l'església, d'origen medieval, i que s'hagués aprofitat per a fer les funcions de sagristia. Destaquen els elements de ferro de la porta: el passador amb cap zoomorf i el tirador decorat segons la tradició pirinenca.
El 13 de desembre se celebra l'aplec de Santa Llúcia, el dia de la santa patrona.

## Història
Per la construcció dels paraments i l'asimetria de la zona de llevant sembla que aprofita l'absis i la part nord de la primitiva capella o església.
Coborriu de la Llosa al segle xix era un municipi independent, però en l'actualitat depèn del municipi de Lles. Hi resten l'església de Santa Llúcia i pocs habitatges junt amb la casa pairal de Ca l'Espanya.